# Al-Husayn ibn Rabah
Al-Husayn ibn Rabah (fl. IX secolo) è stato un emiro di Sicilia per conto della dinastia aghlabide.
Al-Husayn ibn Rabah fu governatore di Sicilia in due occasioni: tra l'872 e l'873, quando fu scelto dall'emiro aghlabide di Kairouan, e nell'878 quando una sollevazione popolare depose Al Aghlab ibn Mohammed.